# 朱耀燮
朱 耀燮（チュ・ヨソプ、1902年12月23日〈陰暦11月24日〉 - 1972年11月14日）は、朝鮮の小説家。号は餘心、餘心生、金星。貧困と飢餓、死を通して人間性への回復を求めた新傾向派の作家と呼ばれる。女性心理の描写に長け、大衆的に世に知られた。

## 略歴
1902年陰暦の11月24日、平安南道平壌西門外の新陽里に生まれる。父、朱孔三は平壌神学校の牧師。兄の朱耀翰もまた、詩人、独立運動家として名が知られている。劇作家・演出家・詩人の朱永燮は弟。1918年、その兄を頼って渡日、東京の青山学院中学部3年に編入した。しかし、翌年1919年3月1日、三・一運動が起こると、帰国する。そして、平壌で金東仁らと『独立新聞』という地下新聞をガリ版刷りで出し、出版法違反として日本当局に逮捕され、禁固10ヶ月の刑を受けた。
1920年、朱は上海に渡った。兄が上海で独立運動を行っていたからであった。上海の大韓民国臨時政府の要人として活動していた安昌浩から学業を続けるようにさとされ、上海の滬江大学中学部の3年に籍を移す。文壇に登場したのは1921年、『開闢』に短編小説「寒い夜」を載せた。1923年、滬江大学校に進学し、1927年まで上海で過ごした。その頃発表した作品も上海を舞台にしたものであった。朱の関心を引いたのは上海の労働者たちの悲惨な暮らしであった。「俥夫」「殺人」「犬の餌」などは朱が新傾向派と呼ばれるようになった1920年代の代表作である。
朱はスポーツマンでもあった。1926年、アジアオリンピック、マニラ大会で中国代表として出場し、トラック競技1万メートルで優勝している。滬江大学を卒業するとアメリカに渡り、スタンフォード大学院に入学、教育学を学んで1929年に帰国する。1931年、『新東亜』の主幹になり、ソウルで下宿生活を送るが、4年後、再び中国に行き、北京の輔仁大学の教授に赴任した。朱の文筆活動もこの頃が最も華々しかった。
1936年、北京で『新家庭』誌の女性記者であった金慈恵と再婚する。1943年、朱は、日本の国策に協調しないという理由で強制的に朝鮮に送り返された。平壌に戻った朱は父の製材所の仕事を手伝い、妻は出産のため、1945年、春川の実家に里帰りした。その年、子供が生まれたという知らせを聞いて、朱は春川へ向かった。そして、その年に引かれた軍事境界線のため、二度と故郷に戻ることができなかった。1946年、ソウルの龍山区厚岩洞に移る。1947年、相互出版社の主幹を務める。1950年10月、英字新聞『コリア・タイムス』の主筆を務める。1953年、慶熙大学校英文科の教授に就任した。1972年、心筋梗塞により、息を引き取った。

## 年譜
- 1902年陰暦11月24日、平安南道平壌西門外の新陽里に生まれる。
- 1915年、崇徳小学校卒業、崇徳中学校に進学。
- 1918年、渡日、青山学院中学部3年に編入学。
- 1919年、三・一運動が起きると、帰国。出版法違反で禁固10ヶ月。
- 1920年、上海に渡る。滬江大学（中国語版）中学部3年に編入学。
- 1923年、滬江大学校に入学。
- 1927年、渡米。スタンフォード大学院に入学。
- 1929年、スタンフォード大学院の教育学の修士課程を修了し、帰国。
- 1929年、黄海道出身の劉氏と結婚するも、何ヶ月かで離婚。
- 1931年、『『新東亜（朝鮮語版）』の主幹
- 1934年、中国の輔仁大学教授に就任。
- 1936年、金慈恵と再婚。
- 1941年、長男、北明が生まれる。
- 1942年、次男、東明が生まれる。
- 1943年、日本の国策に協調しないという理由で、強制帰国させられる。
- 1945年、長女、勝喜生まれる。
- 1945年、平壌から春川に移る。
- 1946年、ソウル市龍山区厚岩洞に移る。
- 1947年、東大門区新設洞に移る。相互出版社の主幹を務める。
- 1950年、英字新聞『コリア・タイムス』の主筆を務める。
- 1953年、慶熙大学校英文科の教授に就任。
- 1954年、国際ペンクラブの韓国本部の事務総長に選ばれる。
- 1959年、国際ペンクラブ第30次世界作家大会に代表として出席。
- 1961年、コリアン･リパブリックの理事長と務める。
- 1963年、渡米、1年間ミズーリ大学など6大学を巡回し、講義。
- 1972年、西大門区延禧洞に転居。
- 1972年11月14日、午後7時50分、自宅にて心筋梗塞で死亡。

## 日本語で読める作品
ONE KOREA 翻訳委員会編「間借り客と母」『そばの花の咲く頃‐日帝時代民族文学対訳選』新幹社、1995年